# Homomorfisme de grups

Representació d'un homomorfisme de grup (h) de G(esquerra) a H(dreta). L'oval més petit dins d'H és la imatge d'h. N és el nucli d'h i aN és una classe lateral d'h.

En matemàtiques, donats dos grups (G, ∗) i (H, ·), un homomorfisme de grups de (G, ∗) a (H, ·), de vegades dit senzillament morfisme de grups, és una funció h : G → H tal que per a tot u i v de G es compleix que
{\displaystyle h(u*v)=h(u)\cdot h(v)}
on l'operació de grup a l'esquerra de l'equació és la de G i la de la dreta és la d'H.
A partir d'aquesta propietat, es pot deduir que h fa correspondre l'element identitat eG de G a l'element identitat eH d'H, i també fa correspondre els elements inversos amb els elements inversos en el sentit que 
{\displaystyle h(u^{-1})=h(u)^{-1}.}
Per això es pot dir que h "és compatible amb l'estructura de grup".
Les notacions antigues per a l'homomorfisme h(x) poden ser xh, encara que això es pot confondre com un índex o un subíndex general. Una tendència més recent és escriure els homomorfismes de grup a la dreta dels seus arguments, ometent parèntesis, de manera que h(x) es converteix simplement en x h. Aquesta notació és especialment predominant en àrees de la teoria de grups on els autòmats hi tenen un paper significatiu, ja que concorda millor amb la convenció que els autòmats llegeixen les paraules d'esquerra a dreta.
En àrees de les matemàtiques on es tracta amb grups dotats d'una estructura addicional, un homomorfisme de vegades significa una funció que respecta no només l'estructura de grup (com s'ha explicat abans) sinó també l'estructura extra. Per exemple, s'exigeix sovint que un homomorfisme de grups topològics sigui continu. Aquest sentit es generalitza amb la noció de morfisme pròpia de la teoria de categories. Segons aquesta teoria els homomorfismes de grups són senzillament els morfismes de la categoria de grups.

## Imatge i nucli
Es defineix el nucli d'h com el conjunt d'elements de G als que els fa correspondre la identitat de H
nuc(h) = { u de G : h(u) = eH }
i la imatge de h com
im(h) = { h(u) : u de G }.
El nucli és un subgrup normal de G (de fet, h(g-1 u g) = h(g)-1 h(u) h(g) = h(g)-1 eH h(g) = 
h(g)-1 h(g) = eH) i la imatge és un subgrup d'H. L'homomorfisme h és injectiu (i s'anomena un monomorfisme de grup) si i només si nuc(h) = {eG}.
El nucli i la imatge a(G) = {a(g), g ∈ G} d'un homomorfisme es poden interpretar com una mesura de la proximitat a un isomorfisme. El Primer Teorema d'Isomorfisme diu que la imatge d'un homomorfisme de grup, a(G) és isomorf al grup quocient G/nuc a.

## Exemples
- Considereu el grup cíclic Z/3Z = {0, 1, 2} i el grup d'enters Z amb l'addició. La funció h : Z → Z/3Z amb h(u) = u mòdul 3 és un homomorfisme de grup. És exhaustiu i el seu nucli consta de tots els enters que són divisibles entre 3.

- La funció exponencial proporciona un homomorfisme de grup des del grup dels nombres reals R amb l'addició al grup dels nombres reals diferents de zero R* amb la multiplicació. El nucli és {0} i la imatge consta dels nombres reals positius.

- La funció exponencial també proporciona un homomorfisme de grup des del grup dels nombres complexos C amb l'addició al grup dels nombres complexos diferents de zero C* amb la multiplicació. Aquesta funció és exhaustiva i el seu nucli és { 2πki : k de Z }, com es pot veure amb la fórmula d'Euler.

- Donats dos grups qualssevol G i H, la funció h : G → H que envia tots els elements de G a l'element identitat d'H és un homomorfisme; el seu nucli és tot G.

- Donat qualsevol grup G, la funció identitat id : G → G amb id(u) = u per a tot u de G és un homomorfisme de grup.

## La categoria dels grups
Si h : G → H i k : H → K són homomorfismes de grup, llavors també ho és k o h : G → K. Això mostra que la classe de tots els grups, juntament amb els homomorfismes de grup com a morfismes, forma una categoria.

## Tipus de funcions homomòrfiques
Si l'homomorfisme h és una bijecció, llavors es pot demostrar que el seu invers és també un homomorfisme de grup, i h s'anomena un isomorfisme de grup; en aquest cas, els grups G i H s'anomenen isomorfs: difereixen només en la notació dels seus elements i són idèntics a tots els efectes pràctics.
Si h: G → G és un homomorfisme de grup, se l'anomena un endomorfisme de G. Si a més és bijectiu i, per tant, és un isomorfisme, s'anomena automorfisme. El conjunt de tots els automorfismes d'un grup G, amb la composició funcional com operació, formen un grup, el grup d'automorfismes de G. Es denota per Aut(G). Com a exemple, el grup d'automorfismes de (Z, +) conté només dos elements, la transformació identitat i la multiplicació per -1; és isomorf a Z/2Z.
Un epimorfisme és un homomorfisme exhaustiu, és a dir, un homomorfisme en què tot element del conjunt d'arribada és imatge d'almenys un element del domini. Un monomorfisme és un homomorfisme injectiu, és a dir, un homomorfisme en què cada element del conjunt recorregut es correspon a una antiimatge diferent del domini.

## Homomorfismes de grups abelians
Si G i H són grups abelians (és a dir commutatius), llavors el conjunt Hom(G, H) de tots els homomorphisms de grup des de G fins a H és ell mateix un grup abelià: la suma h + k de dos homomorphisms es defineix com
(h + k)(u) = h(u) + k(u)   per a tot u de G.
Cal la commutativitat d'H per demostrar que h + k és també un homomorfisme de grup. L'addició d'homomorfismes és compatible amb la composició d'homomorfismes en el sentit següent: si f és en Hom(K, G), h, els k són elements de Hom(G, H), i g és de Hom(H,L), llavors 
(h + k) o f = (h o f) + (k o f)  and   g o (h + k) = (g o h) + (g o k).
Això demostra que el conjunt End(G) de tots els endomorfismes d'un grup abelià forma un anell, l'anell d'endomorfismes de G. Per exemple, l'anell d'endomorfisme del grup abelià que consta de la suma directa de m còpies de Z/nZ és isomorf amb l'anell de matrius quadrades de m-per-m amb coeficients a Z/nZ. La compatibilitat citada també mostra que la categoria de tots els grups abelians amb els homomorfismes de grup forma una categoria preaditiva; l'existència de sumes directes i nuclis adequats fa d'aquesta categoria l'exemple prototípic d'una categoria abeliana.